# 裴肃 (唐朝)
裴肃（?—?），中国唐朝政治人物，孟州（河内郡）济源县（今河南省济源市）人。裴宣之子。
唐德宗贞元年间，裴肃自常州刺史兼御史中丞、越州刺史、浙东团练观察等使。当时山贼栗锽诱使山越作乱，攻陷浙东郡县。裴肃召州兵讨平栗锽，纪录这件事，号称为《平戎记》，将这篇文章上奏。被唐德宗嘉赏。裴肃生三子，裴俦、裴休、裴俅，全部登进士第。